# Eleonora Zielińska
Eleonora Zielińska (ur. 11 grudnia 1945 w Moskwie) – polska prawniczka i działaczka społeczna, profesor nauk prawnych, adwokat, członek Trybunału Stanu (2004–2005 i 2011–2015).

## Życiorys

### Wykształcenie i praca naukowa
W latach 1963–1968 studiowała na Wydziale Prawa i Administracji Uniwersytetu Warszawskiego. Po ukończeniu studiów została przyjęta na dwuletnią aplikację sądową, zakończoną zdaniem egzaminu sędziowskiego. Równocześnie odbywała studia doktoranckie na Uniwersytecie Warszawskim. W 1974 uzyskała stopień naukowy doktora nauk prawnych w Instytucie Prawa Karnego UW na podstawie rozprawy pt. Kara ograniczenia wolności. Została zatrudniona w Instytucie Prawa Karnego UW na stanowisku starszego asystenta, a następnie adiunkta. W latach 1982–1983 przebywała na stażu naukowym w Instytucie Prawa Porównawczego w Paryżu.
W 1986 habilitowała się na Uniwersytecie Warszawskim w oparciu o dorobek naukowy i pracę pt. Oceny prawnokarne przerywania ciąży. Studium porównawcze. W latach 1986–1988 odbyła staż w Instytucie Prawa Karnego Obcego i Międzynarodowego im. Maxa-Plancka we Fryburgu Bryzgowijskim (stypendium Humboldta). W 1988 objęła stanowisko docenta i została wpisana na listę adwokatów. W 1991 została profesorem nadzwyczajnym UW. W 1996 odbyła staż naukowy na Rutgers University w USA. W 2002 otrzymała tytuł profesor nauk prawnych.
Zawodowo związana głównie z Wydziałem Prawa i Administracji UW. Pełniła funkcję wicedyrektora i dyrektora Instytutu Prawa Karnego, została też kierownikiem Zakładu Studiów Porównawczych. Podjęła także wykłady na Wydziale Administracji Wyższej Szkoły Administracji Publicznej w Ostrołęce. Przez wiele lat była konsultantem ds. odpowiedzialności zawodowej w Okręgowej Izbie Lekarskiej w Warszawie. Jest członkinią rady naukowej Instytutu Wymiaru Sprawiedliwości, weszła w skład Komitetu Bioetyki Polskiej Akademii Nauk.
Prowadzi wykłady z gender studies, jest także założycielką i kierowniczką Kliniki Prawa na WPiA UW, w której bezpłatną pomoc prawną otrzymują osoby w trudnej sytuacji majątkowej. Zajmuje się kwestiami europejskich standardów równościowych. Specjalizuje się w prawie antydyskryminacyjnym, medycznym i karnym.

### Działalność społeczno-polityczna
Od początku transformacji ustrojowej w Polsce w 1989 działała przeciw delegalizacji aborcji. Zajęła się wspieraniem organizacji pozarządowych dążących do liberalizacji tzw. ustawy antyaborcyjnej. W 2002 sygnowała tzw. List Stu Kobiet.
Była również członkinią grupy roboczej w Radzie Europy zajmującej się opracowaniem strategii przeciwdziałania przemocy wobec kobiet. W 1995 była współautorką raportu rządowego na temat statusu kobiet na Czwartą Światową Konferencję w sprawie Kobiet w Pekinie zorganizowaną przez Organizację Narodów Zjednoczonych. Udziela się w postępowaniach skargowych prowadzonych przeciwko Polsce przez Komisję Europejską.
Zasiadała w zarządzie Fundacji im. Stefana Batorego. W 2003 była wśród polskich kandydatów na sędziego Międzynarodowego Trybunału Karnego. W latach 2004–2005 pełniła funkcję członka Trybunału Stanu. W 2009 zaangażowała się w działalność Kongresu Kobiet, została członkinią rady programowej powołanego na jego bazie stowarzyszenia oraz „ministrem sprawiedliwości” w tzw. Gabinecie Cieni Kongresu Kobiet.
W 2011 została ponownie wybrana w skład Trybunału Stanu z rekomendacji Klubu Poselskiego Ruch Palikota, w którym zasiadała do 2015. W 2017 została członkiem rady programowej Archiwum im. Wiktora Osiatyńskiego.

## Odznaczenia i wyróżnienia
W 2005 odznaczona Krzyżem Oficerskim Orderu Odrodzenia Polski, a w 2013 Krzyżem Komandorskim tego orderu. W 2016 otrzymała odznakę honorową „Za Zasługi dla Ochrony Praw Człowieka”. Dedykowano jej publikację Prawo wobec problemów społecznych. Księga Jubileuszowa profesor Eleonory Zielińskiej z 2016.

## Publikacje
- Kary nie związane z pozbawieniem wolności w ustawodawstwie i praktyce sądowej państw socjalistycznych, Wyd. Prawnicze, Warszawa 1976.
- Komentarz do kodeksu etyki lekarskiej poprzedzony podstawami odpowiedzialności karnej lekarza (współautor), Zakład Informacyjno-Wydawniczo-Kolportażowy OIL, Warszawa 1993.
- Międzynarodowy Trybunał Karny: USA i UE – dwa różne podejścia (red.), ISP, Warszawa 2004.
- Odpowiedzialność zawodowa lekarza i jej stosunek do odpowiedzialności karnej, Liber, Warszawa 2001.
- Prawo Wspólnot Europejskich a prawo polskie. 3. Dokumenty karne (red.), Oficyna Naukowa, Warszawa 2000.
- Przerywanie ciąży: warunki legalności w Polsce i na świecie, Wyd. Prawnicze, Warszawa 1990.
- Standardy prawne Rady Europy: teksty i komentarze (red.), Oficyna Naukowa, Warszawa 1997.
- Ustawa o zawodach lekarza i lekarza dentysty: komentarz (red.), Wolters Kluwer Polska, Warszawa 2008.